# Ingrid Hemmingsson
Ingrid Julia Marianne Hemmingsson, född Olsson 25 juli 1934 i Lits församling i Jämtlands län, är en svensk moderat politiker, som mellan 1982 och 1994 var riksdagsledamot för Jämtlands läns valkrets.